# Priretjnyj

Priretjnyj (ryska: kyrill. Приречный) är ett tidigare gruvsamhälle i Petjenga distrikt i Murmansk oblast i Ryssland. Folkmängden uppgick till 109 invånare vid folkräkningen år 2002 och 45 vid 2010 års folkräkning. Oblastets myndigheter har dragit in Priretjnyjs administrativa status som samhälle, men än idag bor det kvar pensionärer som vägrar erkänna beslutet.